# Trypanosoma maguri
Trypanosoma maguri – kinetoplastyd z rodziny świdrowców należący do królestwa protista. Pasożytuje w osoczu krwi ryb.
Osobniki T. saccobranchi osiągają 8,2 – 35,3 μm długości, 1,1 – 3 μm szerokości. Posiadają wolną wić długości 4,2 – 21 μm. Jądro jest niezbyt duże, owalne mierzy 1,1 – 5 μm długości oraz 0,7 – 1,6 μm szerokości. Kinetoplast jest owalny i posiada długość  0,4 – 1,6 μm oraz szerokość 0,3 – 1,8 μm. Świdrowce te posiadają błonę falującą o szerokości 0,2 – 1,8 μm.
Występuje na terenie Azji.